# Arcadia (Iowa)
Arcadia è un comune (city) degli Stati Uniti d'America della contea di Carroll nello Stato dell'Iowa. La popolazione era di 484 persone al censimento del 2010.

## Geografia fisica
Arcadia è situata a 42°05′13″N 95°02′44″W (42.086903, -95.045594).
Secondo lo United States Census Bureau, ha un'area totale di 0,98 miglia quadrate (2,54 km²).

## Storia
Arcadia venne progettata nel 1871. Prende il nome dalla regione di Arcadia, in Grecia. La data di incorporazione di Arcadia fu nel 1881. Secondo un censimento effettuato l'anno prima, Arcadia possedeva 450 abitanti. La città in origine si chiamava "Tip Top", per la sua posizione sul Missouri-Mississippi Divide ed essendo una città topograficamente più elevata dell'Iowa. Nel 1880, un grande incendio ha distrutto la maggior parte della sezione di affari di Arcadia. Solo due edifici furono risparmiati dal fuoco. La maggior parte dei lavori per il ripristino degli edifici distrutti fu completato l'anno dopo l'evento.

## Società

### Evoluzione demografica
Secondo il censimento del 2010, c'erano 484 persone.

### Etnie e minoranze straniere
Secondo il censimento del 2010, la composizione etnica della città era formata dal 97,7% di bianchi, lo 0,4% di nativi americani, lo 0,2% di asiatici, e l'1,7% di due o più etnie. Ispanici o latinos di qualunque etnia erano lo 0,8% della popolazione.